# Зоран Марушич
Зоран Марушич (серб. Зоран Марушић; нар. 29 листопада 1993, Кралєво) — сербський футболіст, півзахисник клубу «Нефтчі» (Фергана).

## Клубна кар'єра
Уродженець Кралєво, Марушич зробив свої перші футбольні кроки у футбольній школі «Бембі». Пізніше перейшов до місцевої юнацької команди «Слога». У 2010 році дебютував за цей клуб і на дорослому рівні.
Сезон 2011–12 Зоран провів здебільшого у складі молодіжної команди але через травми основних гравців в дев'яти іграх виходив на поле з перших хвилин. Загалом в «основі» на позиції півзахисника провів тринадцять матчів та забив один гол.
Сезон 2012–13 Марушич розпочав разом із Неманья Милетичем на позиції центрального захисника. Загалом за сезон гравець провів 28 матчів у лізі та одну гру в кубку.
Наступний сезон для Зорана навчався досить успішно, п'ять голів у двох матчах. Надалі він ще двічі відзначився, але мав проблеми через постійні травми до завершення тогорічного сезону. На початку 2014 року півзахисник просив клуб розірвати контракт. Його прохання було відхилено, у весняну частину першості Марушич повернувся до основного складу «Слоги».
Перед початком сезону 2014–15 вісім гравців «Слоги» залишили клуб. Марушич на правах оренди перейшов до сербської команди «Вождовац». Під час зимової перерви він покинув белградську команду.
У січні 2015 півзахисник повернувся до «Слоги». Він був одним із найдосвідченіших гравців клубу, але чималу кількість матчів пропустив через травму та між тим став автором голу в 22-му турі коли поцілив у ворота з штрафного удару.
«Слога» влітку 2015 вибула з першої сербської ліги до західної ліги в якій Зоран пропустив деякі матчі через травми.
На початку 2016 року Марушич приєднався до боснійської команди «Славія» (Сараєво). В активі гравця один гол проти «Борац» (Баня-Лука).
Влітку 2016 року Марушич мав перейти до клубу «Борац» (Баня-Лука) але опинився у складі «Крупи». Під час зимової перерви Марушич розірвав контракт і покинув клуб.
На початку 2017 року Марушич приєднався до клубу «Борча». За сезон він провів дев'ять матчів за клуб та на правах вільного агента залишив команду влітку.
Влітку 2017 року Зоран приєднався до нового клубу «Темнич».
15 січня 2021 року півзахисник підписав дворічний контракт з тбіліським «Динамо».
Весною 2022 року перейшов до узбецького клубу «Навбахор».
Навесні 2023 року повернувся до складу тбіліського «Динамо».
У 2024 році захищав кольори клубу «Насаф».
9 грудня 2024 року Зоран перейшов до команди «Нефтчі» (Фергана).

## Титули і досягнення
- Суперкубок Грузії з футболу (2):

«Динамо» (Тбілісі): 2021, 2023
- Чемпіон Узбекистану (1):

«Насаф»: 2024
- Володар Кубка Узбекистану (1):

«Насаф»: 2023
- Володар Суперкубка Узбекистану (2):

«Насаф»: 2023, 2024
- Найкращий бомбардир чемпіонату Грузії (2):

2021 (16 м'ячів), 2023 (17 м'ячів)